# Andrew Surman
Andrew Ronald Edward Surman (* 20. August 1986 in Johannesburg) ist ein ehemaliger englischer Fußballspieler. Der zumeist im Zentrum und auf der linken Seite eingesetzte, technisch beschlagene Mittelfeldspieler entstammt der Jugendakademie des FC Southampton.

## Sportlicher Werdegang
Der in Südafrika geborene Andrew Surman kam nach England, als seine Eltern in die britische Heimat zogen, da Vater Surman dort bei einer Versicherungsgesellschaft anheuerte. Der Weg führte 1995 nach Southampton und der gerade neunjährige Andrew spielte dort Fußball für eine Mannschaft mit dem Namen „Hedge End Rangers“. Hier fiel er den Talentsichtern des FC Southampton auf, die ihn davon überzeugten, der vereinseigenen Akademie beizutreten. Stärken zeigte Surman während seiner Ausbildung vor allem in einer guten Technik, die der „Linksfuß“ mit überdurchschnittlichen Passspielfertigkeiten kombinierte. Das Fußballteam des St. Mary’s College, das er später in Bitterne, einem östlichen Vorort von Southampton, besuchte, führte er als Kapitän an. Für den Southampton war er zudem der jüngste Spieler in der Reservemannschaft, bis Theo Walcott kurze Zeit später diesen „Rekord“ verbesserte.
Zu seinen ersten Profieinsätzen kam Surman in der Saison 2004/05 beim Drittligisten FC Walsall, an den ihn die „Saints“ zum Ende der Spielrunde ausgeliehen hatten. Bereits im zweiten Spiel bei Bristol City schoss er am 11. Februar 2005 – sechs Tage nach seinem Einstand gegen den AFC Wrexham (2:2) – sein erstes Tor zum 1:0-Sieg. Vor Beginn der Spielzeit 2005/06 kehrte er nach Southampton zurück. Dabei hinterließ er im schottischen Vorbereitungslager einen guten Eindruck, erhielt eine erneute Freigabe für eine Ausleihe bis zum Jahresende 2005 und absolvierte beim AFC Bournemouth – ein weiterer Verein aus der dritthöchsten Spielklasse – in dieser Zeit alle Ligapartien und erzielte sechs Tore. Anschließend feierte er auch bei seinem heimatlichen FC Southampton unter dem neuen Trainer George Burley seinen Einstand, debütierte am 25. Januar 2006 daheim gegen Crystal Palace und traf im nächsten Ligaspiel erstmals zur 1:2-Niederlage gegen Plymouth Argyle ins gegnerische Tor.
Fortan spielte er sich immer mehr in die Profielf und fiel vor allem am 17. Februar 2007 mit seinen drei Treffern zum 5:2-Sieg gegen den FC Barnsley nachhaltig auf. In der Saison 2006/07 war Surman Stammspieler und verpasste den Aufstieg in die Premier League durch die knappe Niederlage im Elfmeterschießen im Play-off-Halbfinale vorzeitig. Zwischen 2007 und 2008 kam er in der englischen U-21-Auswahl zum Zuge, wobei er aufgrund seiner Geburtsstätte weiterhin für Südafrika spielberechtigt ist. In insgesamt vier U-21-Länderspielen schoss er ein Tor – dieses fiel am 7. September 2007 in der Nachspielzeit anlässlich des 3:0-Siegs gegen Montenegro.
Surman machte zur Saison 2009/10 den nächsten Entwicklungsschritt, als er beim Erstligistaufsteiger Wolverhampton Wanderers einen Dreijahresvertrag unterschrieb – plus einer Option auf ein viertes Jahr. Die Ablösesumme wurde in den britischen Medien auf 1,2 bis 2 Millionen Pfund taxiert. In der obersten englischen Spielklasse kam Surman jedoch nur sporadisch zum Einsatz. Er debütierte für die „Wolves“ am 21. November 2009 gegen den FC Chelsea und bestritt insgesamt lediglich neun Pflichtspiele. Nach nur einem Jahr verließ er den Klub aus Wolverhampton wieder und unterschrieb im Juni 2010 einen neuen Dreijahresvertrag bei Norwich City, das kurz zuvor in die Zweitklassigkeit zurückgekehrt war.

## Erfolge
AFC Bournemouth
- Englischer Zweitligameister: 2014/15